# René Andrle
René Andrle (Litoměřice, 1º aprile 1974) è un dirigente sportivo ed ex ciclista su strada ceco.

## Palmarès

### Strada
- 1995 (Dilettanti, una vittoria)

Campionati cechi, Prova in linea Elite
- 1996 (Dilettanti, una vittoria)

6ª tappa Hessen-Rundfahrt (Herborn > Francoforte sul Meno)
- 1997 (Dilettanti, una vittoria)

6ª tappa Österreich-Rundfahrt (Lienz > Sankt Johann im Pongau)
- 1999 (Wüstenrot-ZVVZ, una vittoria)

3ª tappa Ytong Bohemia Tour
- 2000 (Wüstenrot-ZVVZ, due vittorie)

5ª tappa Okolo Slovenska (Humenné, cronometro)
Classifica generale Okolo Slovenska
- 2002 (ONCE-Eroski, una vittoria)

5ª tappa Vuelta a Murcia (Murcia, cronometro)
- 2006 (PSK Whirlpool-Hradec Králové, una vittoria)

6ª tappa Dookoła Mazowsza (Kozienice, cronometro)

#### Altri successi
- 1996 (Dilettanti)

1ª tappa Lidice
- 1997 (Dilettanti)

Criterium Karlovy Vary
- 1998 (Dilettanti)

Criterium Solenice
Criterium Lanžhot
Criterium Kyjov
- 1999 (Wüstenrot-ZVVZ)

Criterium Pičin
Criterium Dubnica nad Váhom
Criterium Krásná Hora
- 2000 (Wüstenrot-ZVVZ)

Criterium Krásná Hora
- 2001 (ONCE-Eroski)

2ª tappa - parte a Gran Premio International MR Cortez-Mitsubishi (Portela de Sintra > Pêro Pinheiro, cronosquadre)
- 2002 (ONCE-Eroski)

3ª tappa Vuelta a Burgos (Peñaranda de Duero > Aranda de Duero, cronosquadre)
- 2003 (ONCE-Eroski)

1ª tappa Volta Ciclista a Catalunya (Salou > Vila-seca, cronosquadre)
- 2004 (Liberty Seguros)

Criterium Terezín
- 2006 (PSK Whirlpool-Hradec Králové)

4ª tappa Vysočina (cronometro)
Classifica generale Vysočina
- 2007 (PSK Whirlpool-Hradec Králové)

Criterium Benešov
- 2008 (PSK Whirlpool-Author)

2ª tappa Lidice (Lidice)
Classifica generale Lidice

## Piazzamenti

### Grandi Giri
- Giro d'Italia

2001: 62º
2005: 62º
- Tour de France

2003: 83º
- Vuelta a España

2004: 110º

### Classiche monumento
- Milano-Sanremo

2002: 125º
2003: ritirato
2004: 173º
- Giro delle Fiandre

2002: ritirato
2004: ritirato
- Parigi-Roubaix

2002: ritirato
2004: ritirato

### Competizioni mondiali
- Campionati del mondo

Palermo 1994 - In linea Dilettanti: 70º
Bogotà 1995 - In linea Dilettanti: 94º
Lugano 1996 - In linea Under-23: 5º
Madrid 2005 - In linea Elite: ritirato
- Giochi olimpici

Atene 2004 - In linea: 58º
Atene 2004 - Cronometro: 16º